# Anna Mitrofanovna Anichkova
 (septembre 2024).
Anna Mitrofanovna Anichkova (1868-1935) est une femme de lettres et traductrice russe. Elle publia sous le nom de plume de Ivan Strannik, écrivit aussi bien en français qu'en russe.

## Biographie
Anna Mitrofanovna Avinova nait au Caucase (en 1868 ou 1869, selon les sources). Elle épouse le critique littéraire Evgeny Anichkov. 
Ils s'installent à Paris à la fin des années 1890. Elle tient un salon littéraire qui attire des écrivains tels que Anatole France. Elle écrit plusieurs romans en français et contribue à la Revue de Paris, la Revue bleue ou Le Figaro.
En 1909, le couple retourne en Russie et elle commence à écrire de courtes fictions. Après la Révolution russe en 1917, elle se consacre plutôt à des activités de traduction.

## Œuvres en français

### Romans
- L'appel de l'eau [« The Call of Water »], Paris, Société du Mercure de France, 1902
- La statue ensevelie [« The Buried Statue »], Paris, Calmann-Lévy, 1902
- La pensée russe contemporaine [« Contemporary Russian Thought »], Paris, A. Colin, 1903
- L'ombre de la maison [« The Shadow of the House »], Paris, Calmann-Lévy, 1904
- Les nuages [« The Clouds »], Paris, Calmann-Lévy, 1905
- Les mages sans étoile, âmes russes (1906), publié en feuilleton dans Revue de Paris en 1905-1906, avant de sortir en volume, Paris, Calmann-Lévy, 1906.

### Traduction
- Maxime Gorki, Les Vagabonds, Paris, Mercure de France, 1902

## Récompenses
- La pensée russe contemporaine a reçu en 1903 le Prix Marcelin-Guérin de l'Académie française.